# Lillbergstjärnen (Överkalix socken, Norrbotten)
Lillbergstjärnen är en sjö i Överkalix kommun i Norrbotten och ingår i Kalixälvens huvudavrinningsområde.